# Effectief altruïsme
Effectief altruïsme (EA) is zowel het doel om beter te worden in weldoen door met bewijsvoering en rationele overwegingen de meest effectieve methodes te vinden om de wereld te verbeteren, als de gemeenschap van individuen en organisaties die zich volledig of grotendeels achter dit doel schaart en daarnaar handelt.
De gemeenschap, die met name in het tweede decennium van de 21e eeuw sterk is gegroeid, is verbonden door het gemeenschappelijke doel en enkele gedeelde principes en denkwijzen, maar heeft uiteenlopende visies over hoe deze het best in praktijk worden gebracht. In uitvoering heeft de gemeenschap daarmee een sterk decentraal karakter, maar  actieve discussie vindt plaats op centrale plekken zoals online fora en internationale congressen en evenementen. Het onderliggende gedachtegoed is sterk beïnvloed door onder meer ideeën en principes uit de moderne volksgezondheid, ontwikkelingseconomie, rationaliteit, de dierenrechtenbeweging, gevolgenethiek en bevolkingsethiek. Mensen die zich achter het doel en de principes van Effectief Altruïsme scharen, worden vaak effectief altruïsten genoemd, al gebruiken weinig mensen dit label voor zichzelf.
Binnen de gemeenschap van Effectief Altruïsme bestaat enige overeenstemming over de gebieden waar mensen of donaties het meeste verschil kunnen maken. Dit komt doordat velen het eens zijn over methode om problemen met elkaar te vergelijken, door ze te beoordelen op basis van hun omvang, mate van verwaarlozing en oplosbaarheid. Als gevolg daarvan richten de meesten binnen de gemeenschap hun donaties, pleitbezorgingen of carrières op mondiale armoede en publieke gezondheid (met name ziektebestrijding), dierenwelzijn en het verminderen van existentiële risico's voor de mensheid, al zijn deze trends aan verandering onderhevig door zowel ontwikkelingen in de wereld als ontwikkelingen in het gedachtegoed van Effectief Altruïsme zelf.

## Definitie
De onderwerpen waar de gemeenschap zich mee bezig houdt zijn zowel veelomvattend als veranderlijk, het gedachtegoed is aan voortdurende interne discussie onderhevig en de interpretatie van het doel en de bijbehorende randvoorwaarden zijn niet voor iedereen hetzelfde. Hierdoor is het lastig een sluitende definitie te geven van Effectief Altruïsme. 

Volgens de Schotse filosoof en auteur William MacAskill, die algemeen wordt beschouwd als een van de grondleggers van de gemeenschap en een grote invloed heeft gehad op het bijbehorende gedachtegoed, wordt Effectief Altruïsme het best gedefinieerd als:
"(i) het gebruik van bewijsmateriaal en zorgvuldig redeneren om uit te zoeken hoe het goede met een gegeven hoeveelheid middelen (zoals tijd of geld) gemaximaliseerd kan worden. Hierbij wordt 'het goede' voorzichtig opgevat in termen van de onpartijdige bevordering van welzijn van individuen.
en

(ii) het gebruik van de bevindingen van (i) om te proberen de wereld te verbeteren."
Deze definitie dekt zowel het onderzoekende als het praktische aspect van Effectief Altruïsme en is volgens MacAskill opzettelijk niet-normatief, maximaliserend, afgestemd op de wetenschappelijke methode, onpartijdig en welzijnsbevorderend. Over deze laatste twee termen voegt hij toe:
“Als voorzichtige hypothese of eerste benadering gaat goed doen over het bevorderen van welzijn, waarbij ieders welzijn in gelijke mate meetelt. Preciezer gezegd: voor twee werelden A en B met allemaal en alleen dezelfde individuen, (...) als er een één-op-één projectie is van individuen van A naar B zodat elk individu in A hetzelfde welzijn heeft als zijn tegenhanger in B, dan zijn A en B even goed."
Het uitgangspunt dat het welzijn van alle mensen en andere levensvormen met bewustzijn het enige is wat er intrinsiek toe doet (en dat andere waardevolle dingen uiteindelijk hun waarde hieraan ontlenen) is kenmerkend voor het gedachtegoed, maar niet gevrijwaard van discussie binnen de gemeenschap. De kwalificatie 'maximaliserend' is volgens velen in de gemeenschap ook voorzichtig op te vatten, om fanatisme te voorkomen.

## Principes, uitgangspunten en methodes
Het gedachtegoed geassocieerd met Effectief Altruïsme wordt gekenmerkt door het gebruik van bepaalde principes, uitgangspunten en methodes die mensen behoren te helpen om het gemeenschappelijke doel (beter worden in weldoen) te bewerkstelligen. De belangrijkste voorbeelden hiervan zijn de prioritering van doelen, onpartijdige ethiek en denken in termen van opportuniteitskosten, marginale impact en verwachte uitkomsten.
Weinig van deze gedeelde ideeën vinden hun oorsprong in het Effectief Altruïsme, maar de verzameling en promotie ervan is kenmerkend voor het gedachtegoed. Geen van de uitgangspunten is principieel en definitief, en kenmerkend aan de gemeenschap is dat ieder deel van het gedachtegoed ter discussie kan worden gesteld, wat actief gebeurt op online fora zoals het Effective Altruism Forum. Gaandeweg zijn verschillende methodes en principes meer op de voorgrond of juist uit de gratie geraakt. Organisaties en andere instanties die (deels) voortkomen uit de EA-gemeenschap nemen vaak een deel van de principes over, leggen de nadruk op enkele, en leggen andere naast zich neer.

#### Prioritering van doelen
Zoals de moderne volksgezondheid en ontwikkelingseconomie als kerndoel hebben om uit te zoeken hoe een beschikbaar budget op een eerlijke manier zoveel mogelijk gezondheidsbaten oplevert binnen bepaalde landsgrenzen, heeft Effectief Altruïsme een vergelijkbaar doel: het vinden van de meest kosten-effectieve manieren om zoveel mogelijk welzijn te bevorderen. Als middelen eindig zijn, zo is de gedachte, zijn er opportuniteitskosten verbonden aan het maken van niet-optimale beslissingen. Voor prioritering moeten problemen en mogelijke oplossingen tot op een bepaalde hoogte met elkaar vergelijkbaar worden gemaakt. Enkele door Effectief Altruïsme geïnspireerde organisaties pogen bijvoorbeeld om donaties aan verschillende goede doelen te vergelijken. De effectiviteit van interventies gerelateerd aan menselijk welzijn wordt daarbij, net als in de volksgezondheid, geregeld uitgedrukt in maatstaven als DALY (levensjaren gecorrigeerd voor beperkingen) per geldeenheid.
Kwantitatieve maatstaven zoals gebruikt in het evalueren van goede doelen zijn niet altijd toepasselijk voor andere, bredere vraagstukken. Voor beslissingen die lastiger zijn om in ééndimensionale getallen uit te drukken of waarover goede data om andere redenen schaars is, gebruiken mensen in de gemeenschap geregeld meer kwalitatieve vuistregels om toch te kunnen prioriteren. Zo wordt bij het maken van carrièrekeuzes de vuistregel gehanteerd dat omvangrijke, verwaarloosde en oplosbare problemen voorrang krijgen. De eis voor omvangrijkheid komt voort uit de wens om 'schaal-sensitief' te zijn, het ideaal waar een probleem dat tien keer zo veel mensen of dieren aangaat, ons tien keer zo veel motiveert het op te lossen. De focus op verwaarloosde problemen komt voort uit een overweging van 'verminderde meeropbrengst', waar een toenemend aantal mensen wat zich over een probleem ontfermt geleidelijk leidt tot minder meerwaarde per persoon.

#### Impact als verwachte meeropbrengst
Een gerelateerd principe wat centraal staat in hoe de EA-gemeenschap nadenkt over maatschappelijke impact is denken in de marge. Hierbij wordt gekeken hoe, gegeven de stand van zaken in de wereld op het moment, extra middelen ergens een zo groot mogelijke meeropbrengst kunnen genereren in maatschappelijke baten. Rangschikkingen van doelen, zoals vaak opgesteld door EA-organisaties, reflecteren daarmee dus niet welke doelen zij in absolute zin het meest belangrijk vinden, maar waar extra mensen en middelen volgens hen op dit moment het grootste verschil kunnen maken.
Ook wordt het gedachtegoed van EA gekenmerkt door een focus op verwachte impact in plaats van impact die met aangrenzende zekerheid te behalen is. Het onderliggende idee is dat een groep mensen of organisaties met een hogere risicobereidheid uiteindelijk in staat is een grotere impact te maken dan individuen die alleen op gegarandeerde successen sturen. Dit is analoog aan hoe de meest succesvolle pokerspelers de spelers zijn die verwachte opbrengsten het beste kunnen maximaliseren. Het is geen toeval dat professioneel pokerspeelster Liv Boeree samen met enkele andere collega's zich vroeg door Effectief Altruïsme liet inspireren en in 2014 de non-profit 'Raising for Effective Giving' oprichtte.

#### Onpartijdig altruïsme en utilisme
Kenmerkend aan Effectief Altruïsme is de invloed van utilisme, de ethische stroming die voorschrijft dat het goede overeenkomt met het onpartijdig bevorderen van het welzijn van ieder. Effectief Altruïsme deelt deze onpartijdige benadering, waar het welzijn van ieder mens (en vaak ook ieder individu van een bepaalde diersoort) er even veel toe doet. Bovendien ligt er net als bij het utilisme, een voorbeeld van gevolgenethiek, een nadruk op de uitkomsten van bepaald handelen om te bepalen hoe goed het is.

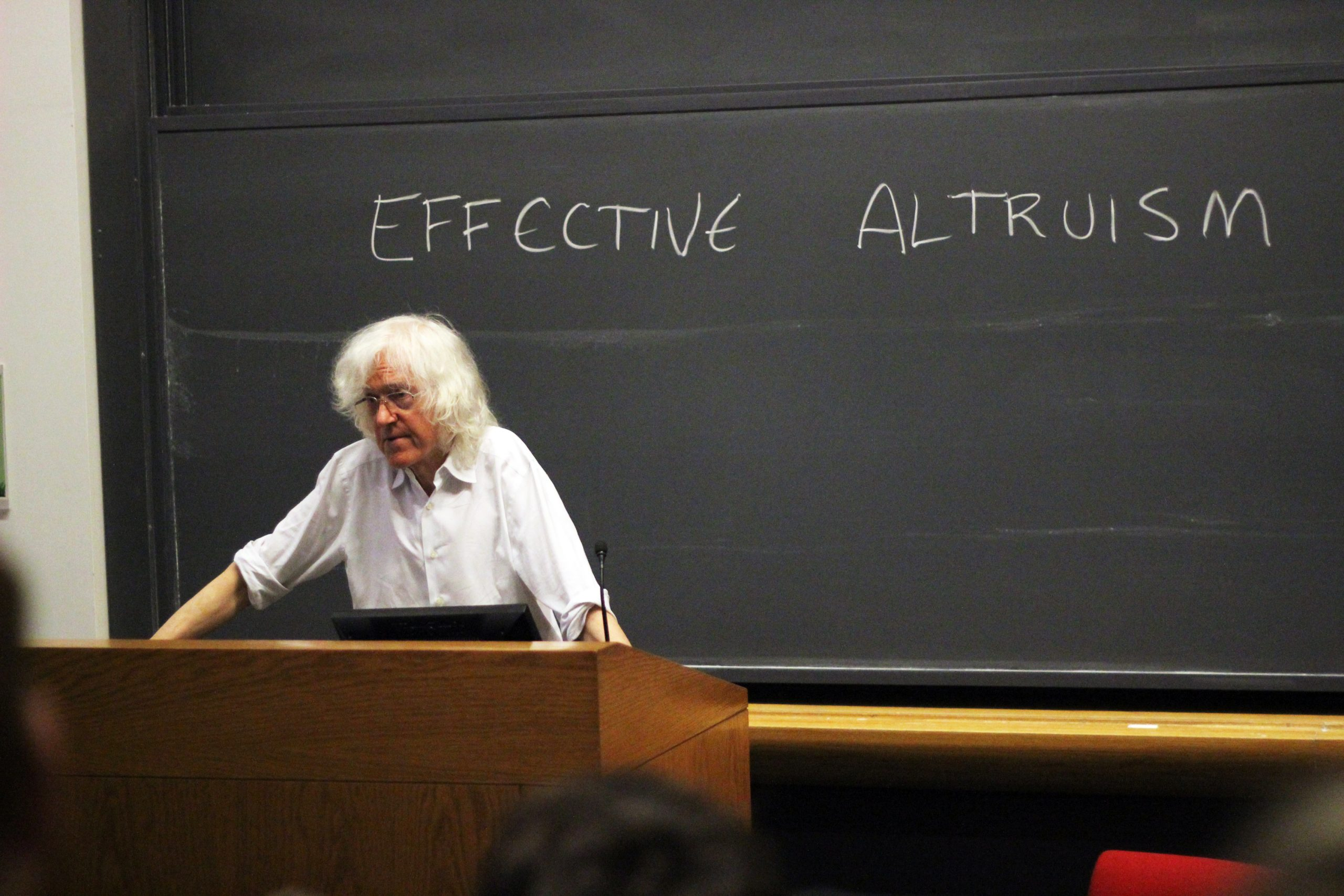
Derek Parfit tijdens een lezing over Effectief Altruïsme in Harvard - April 21, 2015

Prominente leden van de gemeenschap hebben herhaaldelijk benadrukt dat er belangrijke verschillen zijn tussen utilisme en Effectief Altruïsme. Sterker nog, een vaak gedeelde lezing die ze geven over de ontstaansgeschiedenis van Effectief Altruïsme is dat het als doel had om de sterke punten van utilisme en gevolgenethiek te volgen, maar zonder de (veelal praktische) problemen en het gevaar voor moreel fanatisme over te nemen. Een inspiratiebron voor deze doelstelling was Derek Parfit, een Britse filosoof die zijn carrière grotendeels heeft geweid aan het vinden van een alomvattende moraalfilosofie door gevolgenethiek te mengen met plichtethiek en gezond verstand, inclusief culturele en (impliciet) speltheoretische overwegingen.
Effectief Altruïsme zou daarom verenigbaar zijn met verschillende visies op ethiek. In tegenstelling tot utilisme schrijft het niets voor over in welke mate een individu zichzelf moet opofferen voor het goede. Bovendien veronderstelt het niet definitief dat welzijn het enige is wat er moreel toe doet en laat de mogelijkheid open om in verschillende mate waarde toe te kennen aan, bijvoorbeeld, overwegingen van rechtvaardigheid. Er heerst in de gemeenschap een sterke norm tegen 'het doel heiligt de middelen'-redenaties. Het overtreden van sociale normen en wetten of het verwaarlozen van iemands morele plicht naar zichzelf of hun naasten zijn volgens de meesten in de EA-gemeenschap goede redenen om bepaald handelen te vermijden, zelfs als iemand goede redenen heeft om te denken dat de totale effecten van zulk handelen sterk positief zouden zijn. Ten slotte wordt regelmatig benoemd dat om als gemeenschap als geheel en op de lange termijn effectief te kunnen zijn, er niet op integriteit kan worden ingeboet om een ander doel te bereiken. Hiermee komt de ethische grondslag van Effectief Altruïsme, voor zover die te kwalificeren valt, het dichtst bij regelutilisme.

#### Open waarheidsvinding
De cultuur van de gemeenschap tracht mensen te stimuleren om kritisch te zijn ten opzichte van hun eigen overtuigingen en conclusies, van gedachten te veranderen wanneer nieuwe feiten worden geleerd, met voorzichtigheid te redeneren (door onzekerheid aan te geven) en alle belangrijke overtuigingen goed te kunnen onderbouwen met navolgbare redevoering en wetenschappelijk bewijs, waar mogelijk. Mede door deze uitgangspositie is vrijwel geen enkel deel van het EA-gedachtegoed definitief en gevrijwaard van kritisch onderzoek. Deze uitgangspositie schetst een culturele norm en ideaalbeeld, maar de EA-gemeenschap is in werkelijkheid, net als iedere groepering, ook vatbaar voor groepsdenken of vooringenomenheid.

#### Samenwerking en decentralisatie
Binnen de EA-gemeenschap hebben mensen het individuele doel om beter te worden in weldoen, maar de gemeenschap wordt ook gekenmerkt door een bereidheid om anderen binnen en buiten de gemeenschap hiermee te helpen. Het is daarbij in de regel niet belangrijk of mensen dit onder de noemer van ‘Effectief Altruïsme’ doen. Binnen de gemeenschap worden op ieder moment verschillende doelen nagestreefd en houden deelnemers er verschillende standpunten op na. Hierdoor kunnen verschillende groepen binnen het Effectief Altruïsme, zoals een groep die zich richt op het welzijn van boerderijdieren in megastallen en een die zich richt op effectieve ziektebestrijding in ontwikkelende landen, effectief samenwerken binnen dezelfde gemeenschap.  Bovendien betekent het dat mensen uit de EA-gemeenschap geregeld concluderen dat het het beste is om bestaande organisaties, goede doelen of bewegingen zo goed mogelijk te ondersteunen (bijvoorbeeld door er te gaan werken of er geld aan te doneren) in plaats van iets nieuws op te richten. Het is hierdoor ook niet goed afgebakend wat er wel en niet onder Effectief Altruïsme valt.

## De geschiedenis van de gemeenschap

#### 1972-2009: De intellectuele oorsprong
De term 'Effectief Altruïsme' is pas sinds 2011 bedacht als verzamelterm voor het gedachtegoed en de activiteiten van een handjevol organisaties die rond het begin van de jaren tien zijn gevestigd. Echter, de intellectuele basis van EA gaat een stuk verder terug. In 1972 publiceerde de Australische filosoof Peter Singer het essay 'Famine, Affluence and Morality'. Hierin gaf hij een pleidooi dat mensen in rijke landen op basis van het gelijkheidsbeginsel véél meer zouden moeten geven aan en om humanitaire doelen dan gebruikelijk is. In de jaren die daarop volgde richtte hij zich steeds meer op de filosofie van dierenrechten. Singer speelde later een sleutelrol in de totstandkoming van de gemeenschap van Effectief Altruïsme, en beiden thema's zouden bepalend zijn voor de prioriteiten van EA, met name in de beginjaren.
In 1984 publiceerde de Britse filosoof Derek Parfit het boek 'Reasons and Persons'. Hierin verkent hij thema's die later van grote invloed zouden zijn op het gedachtegoed van Effectief Altruïsme. In het eerste deel van het boek onderzoekt hij hoe mensen de soms radicale conclusies van gevolgenethiek in de praktijk kunnen brengen door het te verenigen met gezond verstand en speltheoretische beginselen. De sectie 'Mistakes in moral mathematics' leest met name als een beknopte samenvatting van de meeste ethische grondbeginselen van Effectief Altruïsme. In het middelste deel van het boek verkent Parfit de thema's identiteit en onpartijdige ethiek. In het laatste deel vraagt Parfit zich af vanuit welke ethische grondbeginselen we de belangen van toekomstige generaties kunnen meewegen.

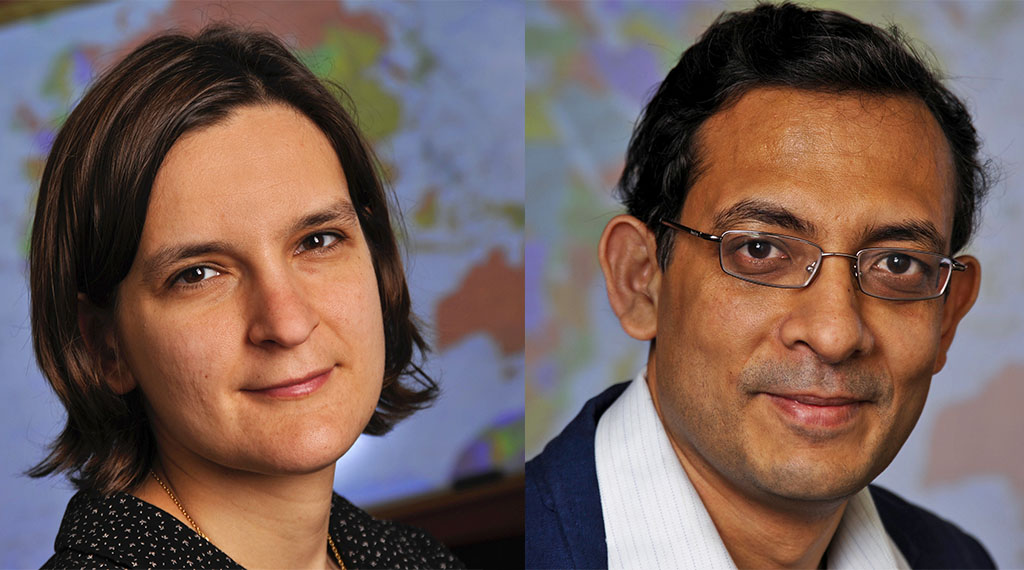
Duflo en Banarjee kregen samen met Kremer in 2019 de Nobelprijs voor de Economie naar aanleiding voor hun werk aan armoede- en ziektebestrijding.

Onderzoek verricht vanaf het midden van de jaren negentig door Esther Duflo, Abhijit Banerjee, and Michael Kremer kreeg in het begin van deze eeuw een steeds grotere invloed op ontwikkelingshulp en filantropie. In hun werk, waar ze in 2019 de Nobelprijs in de Economie voor zouden krijgen, promoten ze het gebruik van wetenschappelijke methodes als 'Randomized Controlled Trials' (RCTs) om uit te zoeken welke interventies werken en welke niet. Deze ontwikkelingen vormen de voedingsbodem voor de oprichting van organisaties als GiveWell (2007), die goede doelen aan de hand van zulk onderzoek probeerden te rangschikken naar kosten effectiviteit om aanbevelingen te doen aan donors.

#### 2009-2013: De Angelsaksische wereld
De voornaamste pleitbezorgers van Effectief Altruïsme kwamen voornamelijk uit Angelsaksische landen, waardoor de meeste activiteit zich in de beginjaren van de gemeenschap daar afspeelde. Met name Peter Singer (door de publicatie van The Life You Can Save in 2009), gevolgd door Toby Ord en William MacAskill (oprichters van Giving What we Can in datzelfde jaar), begonnen zich publiekelijk uit te spreken over wetenschappelijk onderbouwde filantropie.

GiveWell is een onderzoeksbureau dat de kosten-effectiviteit van goede doelen in kaart probeert te brengen.

In deze en daaropvolgende ontwikkelingen werd een groot deel van de structuur van de gemeenschap, zoals die nu nog bestaat, gevestigd. In korte tijd werden er verschillende organisaties opgericht die nauw samenwerkten, maar elk een eigen rol vervulden. Onderzoek naar en evaluatie van goede doelen, gedaan door organisaties als GiveWell, werd gepromoot door organisaties als Giving What We Can voor een breed publiek. Grotere donoren, met name het miljardairs-koppel Cari Tuna en Dustin Moskowitz, werkten samen met deze organisaties en stelden als doel om hun eigen vermogen volgens dezelfde principes toe te kennen aan de wereld, wat resulteerde in de oprichting van Open Philantropy. Deze organisatie is tot op de dag van vandaag nog steeds de grootste financierder van aan EA verwante doelen en organisaties.
Niet snel daarna werden de organisaties 80,000 Hours en The Centre For Effective Altruism opgericht, met als doel om de achterliggende principes en de toepassing ervan op andere beslissingen, zoals carrièrekeuzes, breder te verspreiden.

#### 2013-2024: Effectief Altruïsme wereldwijd
Gedurende het tweede decennium van de 21e eeuw ondervond de gemeenschap een aanzienlijke groei, met name door het verspreiden van het gedachtegoed via online fora en de internationale focus van de eerder opgerichte organisaties. Er werden over de hele wereld, met name aan universiteiten, lokale groepen opgericht voor en door mensen geïnteresseerd in Effectief Altruïsme. Van de bijna vijfhonderd actieve lokale groepen zijn de meeste actief in Europa en Amerika, maar er zijn er ook meerdere in Afrika, Azië en Oceanië. 

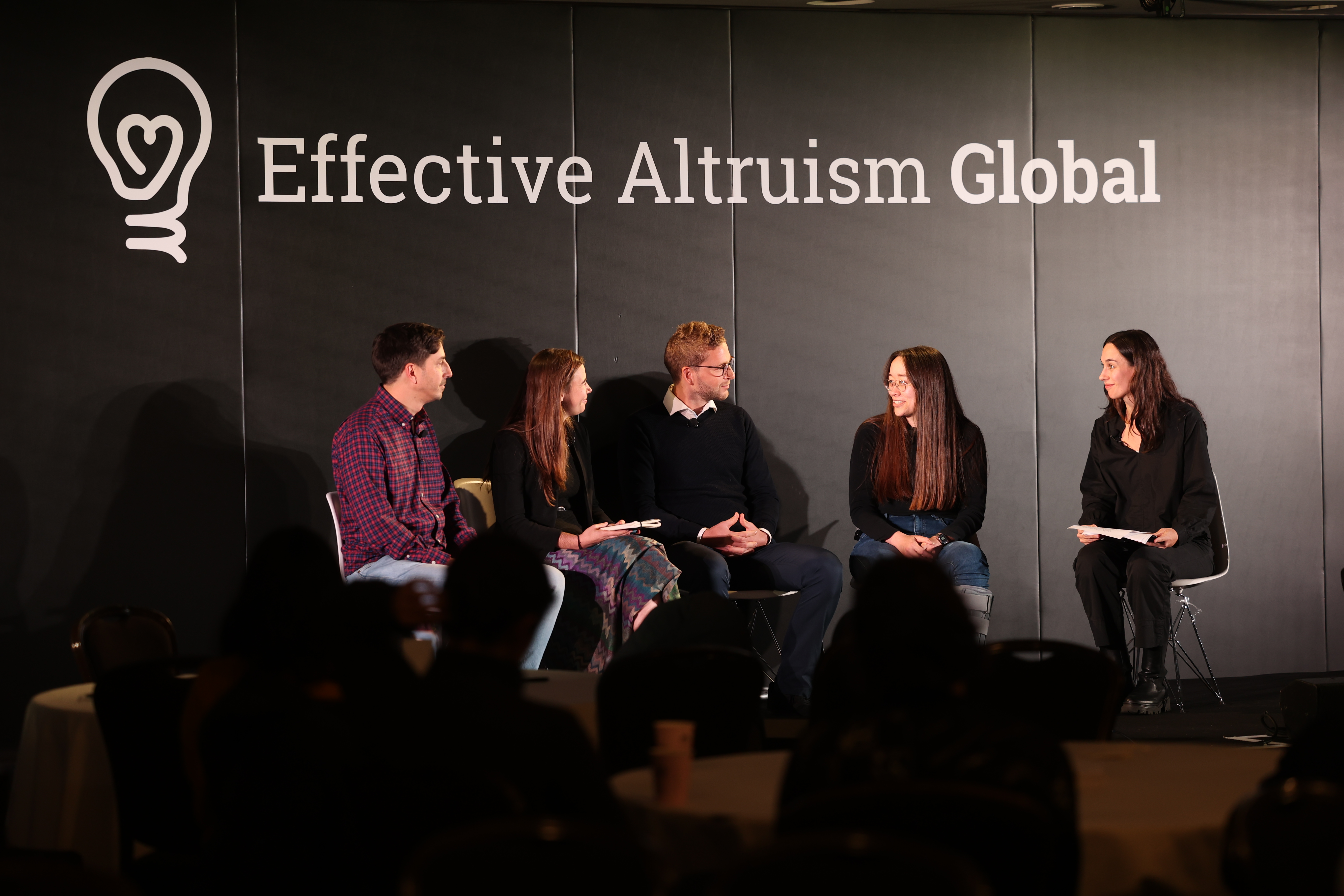
Effective Altruism Global, 2021

Sinds 2013 vinden er internationale conferenties plaats onder de noemer Effective Altruism Global (EAG), georganiseerd door The Centre For Effective Altruism (CEA). De opzet is vergelijkbaar met de TED en TEDx conferenties, waar een organisatie (CEA) centrale evenementen (EAG) organiseert maar ook lokale onafhankelijke groepen ondersteunt om hun eigen conferenties (EAGx) te organiseren.
Tussen 2013 en 2023 hebben er jaarlijks EAG-conferenties plaatsgevonden in het Verenigd Koninkrijk en De Verenigde Staten, met deelnemers van over de hele wereld, en hebben er op ieder continent EAGx-conferenties plaatsgevonden, waaronder in Praag, Rotterdam, Melbourne, Nairobi, Singapore, Bengaluru en Mexico City. Sinds 2020, vanwege het Coronavirus en de daarbijbehorende lockdowns, worden er ook online conferenties georganiseerd (EAGxVirtual).

#### 2017-2024: Effectief Altruïsme in Nederland
In Nederland zijn er meerdere aan Effectief Altruïsme geaffilieerde lokale groepen en door EA geïnspireerde organisaties actief. Stichting Effectief Altruïsme Nederland heeft als doel mensen in Nederland te ondersteunen om beter te worden in goed doen en de principes en werkwijzen van EA te promoten. Doneer Effectief en De 10% Club richten zich op het promoten van effectief doneren in gebieden als dierenwelzijn en de globale gezondheid. Zij berusten hun aanbevelingen met name op onderzoek van organisaties uit de internationale gemeenschap, zoals Founder’s Pledge, GiveWell en Animal Charity Evaluators.
De School voor Morele Ambitie, een in 2024 stichting mede opgericht door auteur en historicus Rutger Bregman, neemt ook inspiratie uit de principes en werkwijzen van Effectief Altruïsme, maar net als Doneer Effectief en de 10% Club opereren ze onafhankelijk en leggen ze elk nadruk op verschillende aspecten van het gedachtegoed op hun eigen manier en combineren het met andere doelen, waarden en randvoorwaarden.
Sinds 2016 hebben er in Nederland drie EAGx conferenties plaatsgevonden, met deelnemers uit Nederland en West-Europa. In 2022 Nederland zesde in een lijst van landen met de grootste EA gemeenschap, volgens een enquête uitgevoerd door Rethink Priorities, een aan EA verwant onderzoeksbureau.

## Werkwijzen en resultaten
De EA-gemeenschap hanteert verschillende werkwijzen om vooruitgang te maken op themas als armoede- en ziektebestrijding, dierenwelzijn en het voorkomen van globale catastrophes. De meeste activiteiten vallen in de volgende categorieën: donaties, carrièrekeuzes, ondernemerschap, onderzoek en beleidsbeïnvloeding. 
Het is belangrijk om te realiseren dat, met uitzondering van donaties, de meeste activiteiten niet expliciet onder de noemer van ‘Effectief Altruïsme’ worden uitgevoerd. De hieronder genoemde organisaties en projecten zijn in minder of meerdere mate geassocieerd met EA, hebben er inspiratie uit opgedaan, ontvangen geld van individuen of fondsen omdat ze positief beoordeeld zijn door EA geassocieerde onderzoeksinstellingen of zijn goed vertegenwoordigd op EA Global conferenties. Weinig organisaties refereren echter naar zichzelf als “EA-organisaties”. Uitzonderingen hierop zijn organisaties die een meer ondersteunende rol spelen in het centrum van de gemeenschap. Voorbeelden hiervan zijn 80,000 Hours, The Centre for Effective Altruism, en Giving What We Can.

### Doneren
Een centrale werkwijze van de gemeenschap is het identificeren en ondersteunen van de meest kosten-effectieve goede doelen. Organisaties als GiveWell en Animal Charity Evaluators onderzoeken systematisch de kosten-effectiviteit van verschillende interventies en organisaties. Voor mondiale gezondheid en armoedebestrijding heeft dit geleid tot substantiële donaties aan organisaties die zich richten op malariapreventie, ontworming, supplementie en directe ‘cash-transfers’. Tegen 2024 is via de aanbevelingen van GiveWell meer dan $2 miljard aan donaties toegekend aan bewezen effectieve interventies, wat naar hun eigen schatting meer dan 200.000 levens heeft gered.
Grote filantropen spelen een belangrijke rol in de gemeenschap. Open Philanthropy, een fonds opgericht door Cari Tuna en Dustin Moskovitz, heeft meer dan $2 miljard gealloceerd voor effectieve interventies en (in mindere maten) voor het ondersteunen van de EA gemeenschap zelf. 
De gemeenschap kent ook verschillende geef-beloftes, waarbij de bekendste de '10% pledge' van Giving What We Can is, waar leden beloven minimaal 10% van hun inkomen te doneren aan effectieve goede doelen. Deze organisatie heeft wereldwijd meer dan 8.000 leden die gezamenlijk meer dan $3 miljard hebben toegezegd in de categorieën armoede- en ziektebestrijding, dierenwelzijn en het voorkomen van globale catastrophes. De organisatie Founders Pledge helpt ondernemers een groot deel van hun inkomen of vermogen aan effectieve goede doelen te doneren. In Nederland is De 10 Procent Club een verzamelplaats voor mensen die een geef-belofte hebben gedaan of hierin geïnteresseerd zijn. 

### Carrières
Organisaties als 80,000 Hours, Probably Good, Animal Advocacy Careers en Tälist adviseren mensen over hoe zij met hun carrière maximale impact kunnen maken, in het algemeen of binnen een zoekgebied. De middelen die zij hiertoe aanbieden variëren van vacaturebanken tot cursussen en individuele carrière-coaching. 80,000 Hours, de meest algemene en bekende carrière adviseur in de gemeenschap, raadt verschillende paden aan:
- Direct werk bij zeer effectieve organisaties
- Onderzoek naar prioritaire problemen
- Het opbouwen van relevante expertise en netwerken om je mogelijkheden te vergroten
- "Earning to give": een hoogbetaalde baan nemen om substantieel te kunnen doneren, zolang die baan zelf geen aanzienlijke maatschappelijke schade aanricht.[27]

### Ondernemerschap
De EA-gemeenschap heeft via organisaties als Ambitious Impact verschillende succesvolle non-profits voortgebracht die zich richten op prioritaire problemen. Bovendien geven de gemeenschap, (inter)nationale bijeenkomsten en met name de EA Global conferenties  inspiratie voor toekomstige oprichters van nonprofits en andere initiatieven. Voorbeelden zijn The Good Food Institute (duurzame en diervriendelijke voedselproductie), One Day Sooner (pandemie bestrijding), Anthropic (AI-veiligheid) en The Shrimp Welfare Project (het verbeteren van broed-, verdovings- en slachtmethodes voor garnalen).
Deze organisaties komen voort uit een systematische aanpak om de meest urgente problemen te identificeren en hier gerichte oplossingen voor te ontwikkelen.

### Onderzoek
EA-geaffilieerde onderzoeksorganisaties richten zich op het identificeren van de meest urgente problemen, bijdragen aan kennis over effectieve interventies, of onderzoek binnen een domein met hoge prioriteit om anderen te helpen goed te doen. Naast de eerder genoemde evaluatoren van goede doelen, zijn voorbeelden van door EA geïnspireerde onderzoeksinstellingen: Global Priorities Institute (fundamenteel onderzoek naar prioritering), Founders Pledge (onderzoek naar effectieve interventies), Rethink Priorities (algemeen onderzoek naar EA focusgebieden), Wild Animal Initiative (dierenwelzijn), Future of Humanity Institute en de Future of Life Institute (existentiële risico's).

### Beleid
Een groeiend deel van de gemeenschap richt zich op beleidsverandering, met name op gebieden waar overheidsbeleid grote impact kan hebben. Enkele voorbeelden zijn Future Matters Project (beleidsadvies over  klimaatmitigatie door de EU en langetermijnrisico's), Fish Welfare Initiative (verbetering van vissenwelzijn), Animal Policy International (verhoging welzijnsstandaarden in de handel van dieren), ProVeg International (plantaardige voeding en dierenwelzijn), Center for Global Development (ontwikkelingssamenwerking).
Deze organisaties werken samen met overheden en internationale organisaties om doelmatig en doeltreffend beleid te bevorderen op gebieden als pandemiepreventie, dierenwelzijnsstandaarden, AI-governance en ontwikkelingssamenwerking.

## Prominente voorstanders
Een van de grondleggers van de beweging is professor en ethicus Peter Singer. Andere bekende voorstanders zijn onder meer:
- filosoof William MacAskill
- filosoof Toby Ord
- FTX-oprichter Sam Bankman-Fried
- pokerspeler Liv Boeree
- filosoof Nick Bostrom
- filosoof Hilary Greaves
- Facebook-medeoprichter Dustin Moskovitz
- filosoof Derek Parfit
- econoom Yew-Kwang Ng
- kunstmatige-intelligentie-onderzoeker Eliezer Yudkowsky